# Ribeirão dos Índios
Ribeirão dos Índios este un oraș în São Paulo (SP), Brazilia.